# Науково-дослідний інститут вивчення проблем злочинності імені академіка В. В. Сташиса Національної академії правових наук України
Науково-дослідний інститут вивчення проблем злочинності імені академіка В. В. Сташиса Національної академії правових наук України — науково-дослідний інститут у структурі Національної академії правових наук України, який проводить теоретичні та прикладні дослідження у сфері боротьби зі злочинністю. Розташований у м. Харкові.

## Історія Інституту
Інститут створено 21 червня 1995 р. на виконання п. 2 постанови Кабінету Міністрів України «Питання Академії правових наук» № 321 від 18 травня 1994 р. і постанови президії Академії правових наук України №4 від 21 червня 1995 р.
Назва Інституту змінювалася та уточнювалася: від 21 червня 1995 р. — Науково-дослідний інститут вивчення проблем злочинності АПрН України, від 4 жовтня 2004 р. — Інститут вивчення проблем злочинності АПрН України (від 2 червня 2010 р. — НАПрН України), від 2 жовтня 2012 р. — Науково-дослідний інститут вивчення проблем злочинності імені академіка В. В. Сташиса НАПрН України.

## Сфери досліджень
Кримінальне право
Кримінологія
Кримінально-виконавче право
Криміналістика
Кримінальний процес
Судова експертиза
Оперативно-розшукова діяльність
Судоустрій; прокуратура та адвокатура

## Структура Інституту
Структура установи станом на 1 червня 2018 р. така:
Відділ дослідження проблем кримінального та кримінально-виконавчого права, до складу якого входять:
·        сектор дослідження кримінально-правових проблем боротьби зі злочинністю;
·        сектор дослідження проблем кримінально-виконавчого законодавства.
Відділ кримінологічних досліджень, до складу якого входять:
·        сектор дослідження проблем злочинності та її причин;
·        сектор дослідження проблем запобігання злочинності;
Відділ дослідження проблем кримінального процесу та судоустрою, до складу якого входять:
·        сектор дослідження проблем судової, слідчої та прокурорської діяльності;
·        лабораторія «Використання сучасних досягнень науки і техніки у боротьбі зі злочинністю»;
Навчально-наукова лабораторія «Дослідження проблем політики в сфері боротьби зі злочинністю» (спільно з Прикарпатським національним університетом ім. Василя Стефаника)

## Наукова «інфраструктура»
Вчена рада
Аспірантура (дисципліни кримінально-правового циклу)
Спеціалізована вчена рада (спеціальність 12.00.08 –кримінальне право та кримінологія; кримінально-виконавче право)
Бюро судових експертиз
Рада молодих вчених
Бібліотека

## Ключові особи
Батиргареєва Владислава Станіславівна — директор (з 2019), заступник голови спеціалізованої вченої ради (з 2012);
Борисов Вячеслав Іванович — радник при дирекції (з 2019), голова спеціалізованої вченої ради (з 2012);
Нетеса Наталія Володимирівна — вчений секретар (з 2012).
Шрамко Сабріє Сейтжеліївна – в.о. вченого секретаря.

## Фахові періодичні видання Інституту
- Питання боротьби зі злочинністю

## Директори Інституту
- В. І. Борисов, доктор юридичних наук, професор, академік НАПрН України (1995–2005, 2008-2019 р.р.)
- Ю. В. Баулін, доктор юридичних наук, професор, академік НАПрН України (2005–2008 р.р.)
- В. С. Батиргареєва, доктор юридичних наук, старший науковий співробітник (з 2019 р.)